# Manvel Khndzrtsyan
Manvel Khndzrtsyan (in armeno Մանվել Խնձրցյան?; 2001) è un lottatore armeno, specializzato nella lotta libera.

## Biografia
Ai mondiali militari di Teheran 2021 ha vinto la medaglia di bronzo nei -57 kg.
Agli europei di Budapest 2022 ha guadagnato il bronzo nel torneo dei -57 kg, battendo il tedesco Niklas Stechele nella finale per il terzo gradino del podio; era stato estromesso dal tabellone principale in semifinale dal macedone Vladimir Egorov, poi vincitore dell'oro.

## Palmarès
| Anno | Manifestazione    | Sede      | Evento | Risultato | Note |
| ---- | ----------------- | --------- | ------ | --------- | ---- |
| 2016 | Europei cadetti   | Stoccolma | 46 kg  | 15º       |      |
| 2016 | Mondiali cadetti  | Tbilisi   | 46 kg  | 14º       |      |
| 2018 | Europei cadetti   | Skopje    | 51 kg  | Argento   |      |
| 2018 | Mondiali cadetti  | Zagabria  | 51 kg  | 10º       |      |
| 2021 | Europei junior    | Dortmund  | 57 kg  | Argento   |      |
| 2021 | Mondiali junior   | Ufa       | 57 kg  | Bronzo    |      |
| 2021 | Mondiali U23      | Belgrado  | 57 kg  | Bronzo    |      |
| 2021 | Mondiali militari | Teheran   | 57 kg  | Bronzo    |      |
| 2022 | Europei           | Budapest  | 57 kg  | Bronzo    |      |